# Micromegas (détecteur)
Pour les articles homonymes, voir Micromegas.

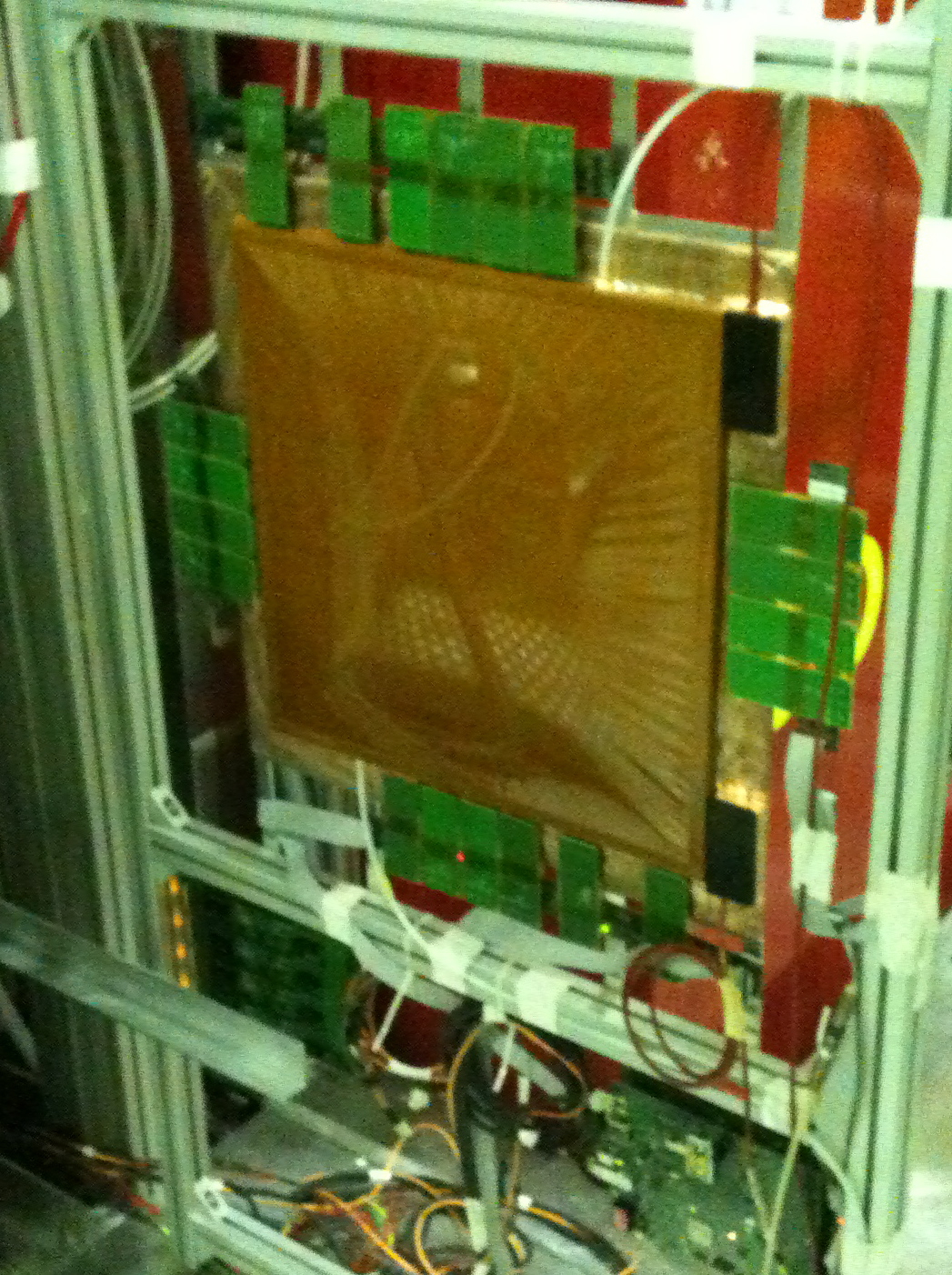
Un détecteur Micromegas en fonction sur l'expérience COMPASS

Les détecteurs Micromegas, pour MICRO MEsh GAseous Structure, sont des détecteurs de particules gazeux issus du développement des chambres à fils. Inventés en 1992 par Georges Charpak et Ioannis Giomataris, les détecteurs Micromegas sont utilisés principalement en physique expérimentale (physique des particules, physique nucléaire, astrophysique...) pour la détection de particules ionisantes.
Les détecteurs Micromegas sont légers, ce qui minimise la perturbation des particules à détecter, rapides, avec un signal d’une durée inférieure à 100 nanosecondes et précis avec une résolution inférieure à la centaine de micromètres,.

## Principe de fonctionnement

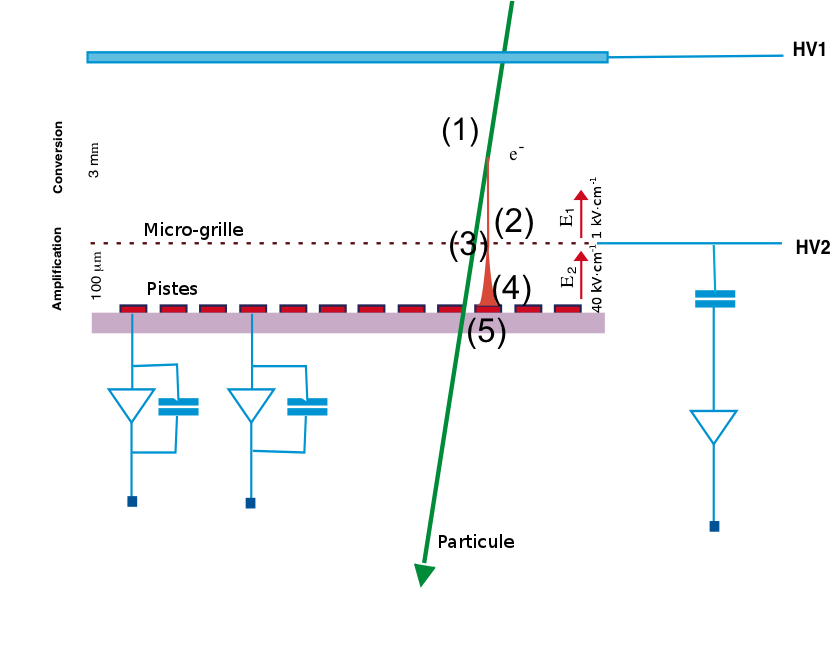
Principe de fonctionnement d'un détecteur Micromegas.

Un détecteur de particules est utilisé pour détecter le passage d'une particule et obtenir des informations telles que sa position, son impulsion, ou son temps de passage dans le détecteur. En physique, la particule détectée est en général produite par collision dans un accélérateur de particules mais elle peut aussi venir de l'espace (particule cosmique) ou d'un réacteur nucléaire.
Les détecteurs Micromegas, comme tous les détecteurs gazeux, détectent les particules par les charges que ces dernières créent dans le volume de gaz par ionisation. Dans les détecteurs Micromegas, le volume de gaz est divisé en deux espaces, l'espace d'ionisation et l'espace d'amplification, par une micro-grille métallique placée entre 25 {\displaystyle \mu }m et 150 {\displaystyle \mu }m de l'électrode de lecture (pistes ou strips sur le schéma). La micro-grille est l'élément le plus important des détecteurs Micromegas car elle permet à la fois un gain élevé grâce à un champ électrique important (de l’ordre de 4 kV {\displaystyle \cdot } cm{\displaystyle ^{-1}}) et un signal court en neutralisant rapidement les ions. Il peut s'agir, par exemple, de fils d'inox de 9 {\displaystyle \mu }m de diamètre tissés avec une maille de 50 {\displaystyle \mu }m.

### Ionisation et amplification des charges
En traversant le détecteur, une particule va ioniser les atomes du gaz en leur arrachant des électrons (1). En l'absence de champ électrique, les paires électron/ion se recombinent et rien ne se passe. Mais ici, sous l'effet du champ électrique présent dans le détecteur (de l'ordre de 400 V {\displaystyle \cdot } cm{\displaystyle ^{-1}}), les électrons dérivent (2) vers l'électrode d'amplification (la micro-grille) tandis que les ions dérivent vers la cathode. Lorsque les électrons arrivent à la hauteur de la grille (3), ils la traversent et pénètrent dans l'espace d'amplification situé entre la grille et le plan d'anodes. Dans cet espace le champ électrique est intense (typiquement de l'ordre de 4 kV {\displaystyle \cdot } cm{\displaystyle ^{-1}}). Accélérés par ce champ, les électrons obtiennent assez d'énergie pour produire à leur tour d'autres paires électron/ion qui engendrent alors d'autres paires et ainsi de suite. C'est le phénomène d'avalanche (4). Ainsi plusieurs dizaines de milliers de paires électron/ion sont produites dans l'espace d'amplification à partir d'une centaine issues initialement de l’interaction de la particule incidente avec les atomes du gaz. Un signal est alors induit sur l'électrode de lecture (5) par le déplacement des charges dans l'espace d'amplification et lu à l'aide d'une électronique amplificatrice de charges. L'électrode est généralement segmentée en pistes ou pixels ce qui permet de mesurer la position initiale de la particule dans le détecteur (puisque l'on sait quelle piste a été touchée et sa position). La forme et l’amplitude du signal électrique, lues par l’électronique du détecteur sur les pistes, permettent de mesurer le temps d'arrivée et l’énergie déposée par la particule incidente.

### Le signal électrique

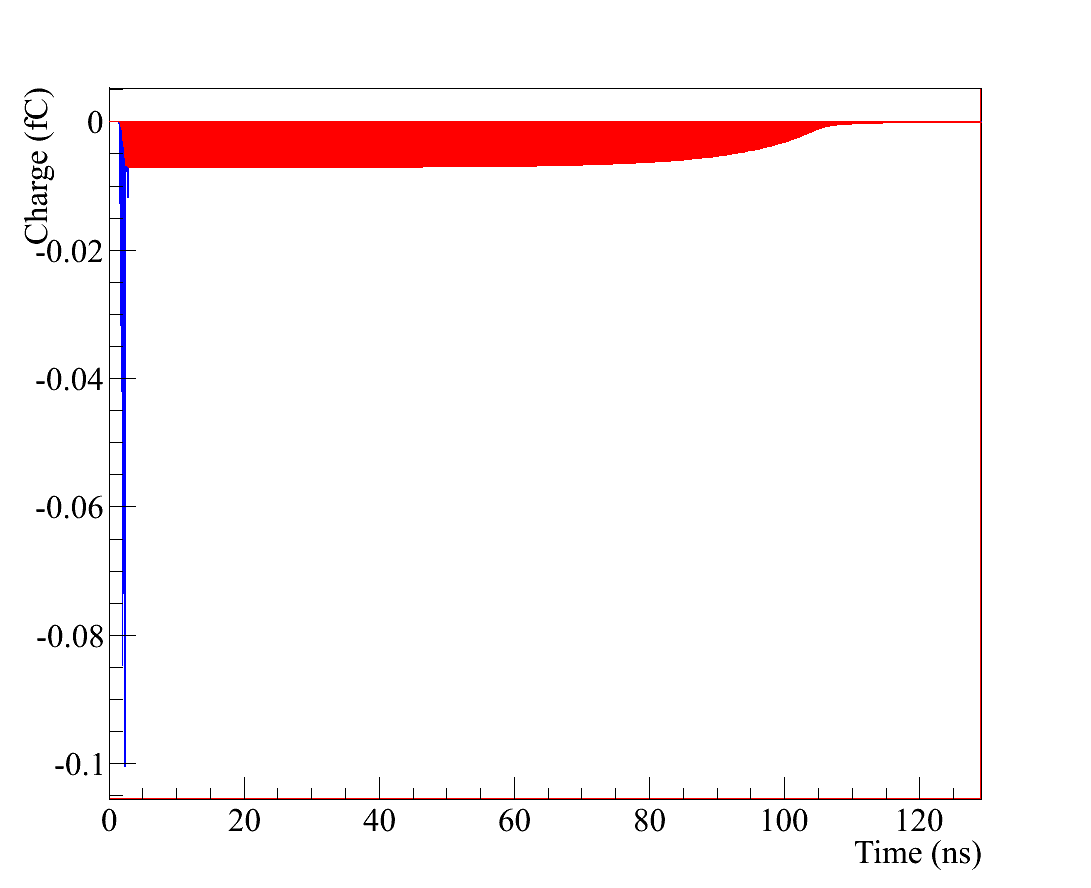
Signal induit sur l'électrode de lecture d'un détecteur Micromegas (Simulation). La courbe en bleu représente le signal induit par les électrons et celle en rouge par les ions.

Le signal est formé par induction du mouvement des charges entre la micro-grille et les pistes. Il est composé d'un signal électronique (en bleu sur le graphique) et d'un signal ionique (en rouge), le tout ne durant qu'une centaine de nanosecondes. Du fait de leur grande différence de mobilité dans le gaz (d'un facteur 1000), le signal des électrons est beaucoup plus rapide (inférieur à quelques nanosecondes) que celui des ions. Il est utilisé pour reconstruire le temps d'arrivée des particules. Comme l'amplitude intégrée du signal ionique est plus importante que celle des électrons, il est nécessaire de recueillir l'intégralité du signal pour une bonne mesure de l’amplitude et donc de la quantité de charges créées par la particule incidente. Cette quantité est liée au type et à l’impulsion de cette particule.

## Historique

### La naissance du concept au Hadron Blind Detector
En 1991, dans le but de détecter plus efficacement les hadrons dans l'expérience Hadron Blind Detector, I. Giomataris et G. Charpak ont l'idée de réduire l'espace d'amplification d’un détecteur à plaques parallèles (un type de chambres à étincelles) afin d’augmenter la vitesse du signal. Pour l'expérience HBD, un prototype avec un espace d'amplification d'un millimètre a été construit mais le gain n'était pas assez uniforme pour être utilisé dans l’expérience. En effet, à l’époque, la dimension de l’espace d'amplification ainsi que l’espace entre la micro-grille et les pistes n'étaient pas bien maîtrisés, ce qui détériore l'uniformité du gain.
Malgré cela, l'avantage d'un espace d'amplification réduit était démontré et la technologie MicroMesh GAseous Structure ou Micromegas est née en Octobre 1992, juste avant l'annonce de l'attribution du Prix Nobel à Georges Charpak pour l'invention des chambres à fils. Il dira des détecteurs Micromegas et des autres technologies proches dites MPGD (pour Micro Pattern Gaseous Detector) qu'ils révolutionneront la physique au même titre que ses chambres à fils.

### Le développement de la technologie
Depuis 1995 la technologie Micromegas n'a cessé d'être améliorée, principalement au centre CEA de Saclay et au CERN, afin d'obtenir des détecteurs plus stables, précis et rapides. En 2001, les détecteurs Micromegas sont utilisés à grande échelle pour la première fois dans l'expérience COMPASS située auprès du Super Proton Synchrotron du CERN et continuent de fonctionner depuis la mise en route de l'expérience en 2002.
Un autre exemple du développement des détecteurs Micromegas est l'invention de la technologie dite « Bulk » qui en intégrant la grille à l’électrode de lecture permet de construire des détecteurs robustes de manière industrielle (un essai a même été réussi avec succès par la société 3M en 2006) ouvrant la porte à des applications dans le domaine industriel.
D’autre part, en modifiant la micro-grille pour la rendre sensible aux rayons X ou aux UV, on peut utiliser les détecteurs Micromegas en imagerie médicale ou dans la détection de feux de forêt. Le concept de Micromegas photosensible est également utilisé pour développer des Micromegas destinés à des applications demandant une haute résolution temporelle. Le PICOSEC-Micromegas utilise un radiateur Tcherenkov et une photocathode devant le volume gazeux et une résolution temporelle de 24 ps est mesurée avec des particules ionisantes minimales.

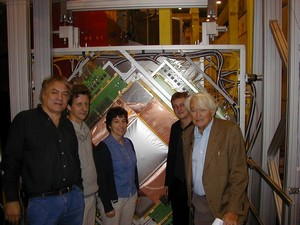
Georges Charpak et le groupe COMPASS du CEA Saclay devant les chambres Micromegas de l'expérience COMPASS, une des premières utilisations de ces détecteurs en physique des particules.

### Les détecteurs Micromegas en physique expérimentale
Les détecteurs Micromegas sont actuellement utilisés dans plusieurs expériences en physique :
- Physique hadronique : COMPASS, NA48, des projets pour ILC-TPC, CLAS12 et les futurs collisionneurs linéaires (DHCAL)[11],[12] sont à l’étude
- Physique des particules: T2K, CAST, HELAZZ
- Physique neutronique : nTOF
- Physique nucléaire : AT-TPC (pour Active-Target Time Projection Chamber, servant à la fois de cible et de détecteur)[13].

## Les différentes technologies Micromegas

### Bulk
La technologie dite Bulk est un procédé de fabrication qui permet d’inclure la micro-grille avec l’électrode de lecture par un procédé de fabrication proche de la technologie de fabrication des circuits imprimés.
Ainsi l’espace d’amplification est bien contrôlé et le détecteur devient beaucoup plus robuste.

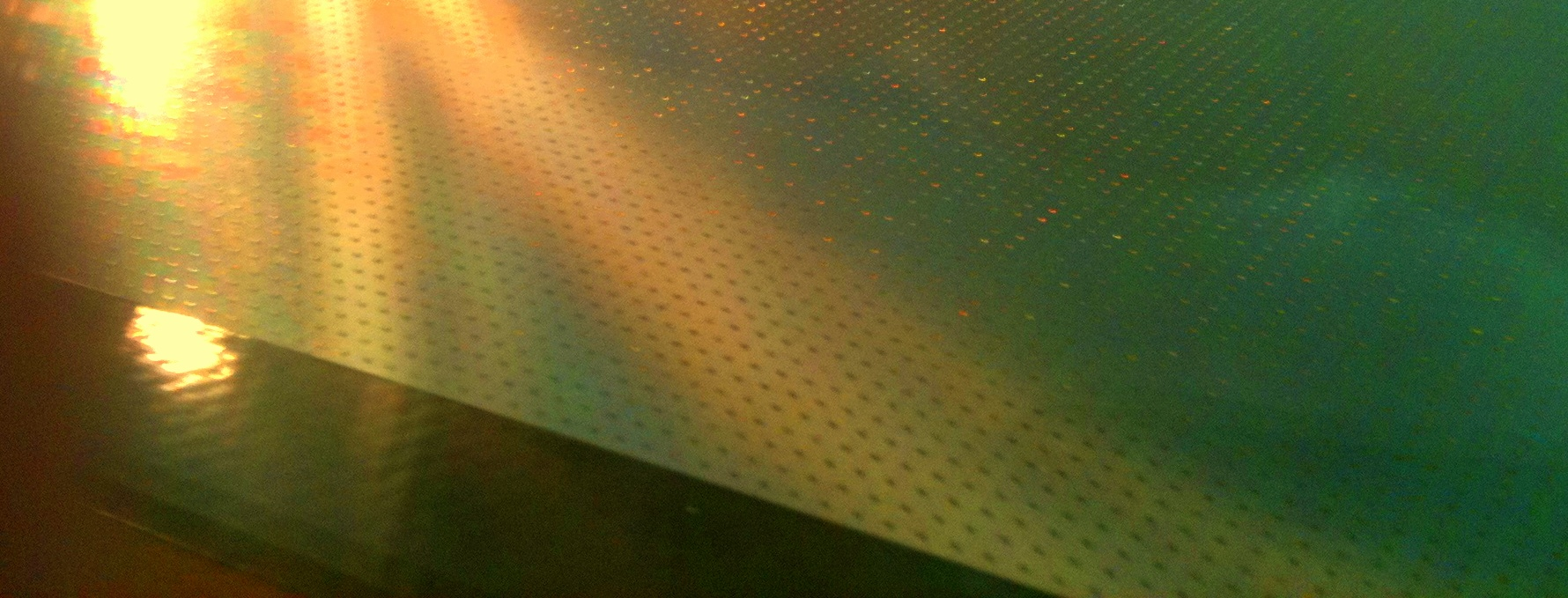
Prototype « bulk » pour l’expérience COMPASS.
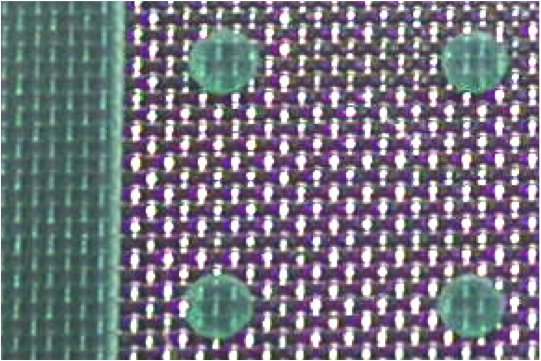
Détail de la micro-grille d'un détecteur dit "bulk". La distance entre les plots est de 2 millimètres